# Prima Divisione Veneto 1942-1943
La Prima Divisione fu il massimo campionato regionale di calcio disputato in Italia nella stagione 1942-1943.
La Prima Divisione fu organizzata e gestita dai Direttori Regionali di Zona.
Per motivi contingenti il D.D.S. non fece disputare le finali per la promozione in Serie C.
Fu il quarto livello della XL edizione del campionato italiano di calcio.
Il campionato giocato nella regione Veneto, fu organizzato e gestito dal Direttorio III Zona (Veneto).

## Girone A

### Squadre partecipanti
| Squadra                   | Città (provincia)                  | Stagione 1941-1942 |
| ------------------------- | ---------------------------------- | ------------------ |
| U.S. Audace (B = riserve) | San Michele Extra, fraz. di Verona |                    |
| A.C. Dop. Cologna Veneta  | Cologna Veneta (VR)                |                    |
| A.C. Legnago              | Legnago (VR)                       |                    |
| A.C. Rovigo (B = riserve) | Rovigo                             |                    |
| Pol. Sambonifacese        | San Bonifacio (VR)                 |                    |
| A.C. Scaligera            | Isola della Scala(VR)              |                    |
| A.C. Verona (B = riserve) | Verona                             |                    |
| A.C. Zevio                | Zevio (VR)                         |                    |

### Classifica finale
|  | Pos. | Squadra       | Pt | G  | V | N | P | GF | GS | DR |
|  | ---- | ------------- | -- | -- | - | - | - | -- | -- | -- |
|  | 1.   | Verona (B)    | ?? | 14 | . | . | . | .  | .  | .  |
|  | 2.   | Sambonifacese | ?? | 14 | . | . | . | .  | .  | .  |
|  | 3.   | ???           | ?? | 14 | . | . | . | .  | .  | .  |
|  | 4.   | Legnago       | ?? | 14 | . | . | . | .  | .  | .  |
|  | 5.   | ???           | ?? | 14 | . | . | . | .  | .  | .  |
|  | 6.   | ???           | ?? | 14 | . | . | . | .  | .  | .  |
|  | 7.   | ???           | ?? | 14 | . | . | . | .  | .  | .  |
|  | 8.   | ???           | ?? | 14 | . | . | . | .  | .  | .  |

Legenda:

      Ammesso alle finali regionali.
Note:

Due punti a vittoria, uno a pareggio, zero a sconfitta.
Pari merito in caso di pari punti.

## Girone B

### Squadre partecipanti
| Squadra                              | Città (provincia)          | Stagione 1941-1942 |
| ------------------------------------ | -------------------------- | ------------------ |
| U.S. Bassanello                      | Padova                     |                    |
| A.F.C. Bassano (B = riserve)         | Bassano del Grappa (VI)    |                    |
| Calcio Lanerossi Schio (B = riserve) | Schio (VI)                 |                    |
| U.S. Luparense                       | San Martino di Lupari (PD) |                    |
| Dop.Az. Marzotto (B = riserve)       | Valdagno (VI)              |                    |
| S.S. "Giovanni Monti"                | Padova                     |                    |
| A.F.C. Vicenza (C = allievi)         | Vicenza                    |                    |

### Classifica finale
|  | Pos. | Squadra | Pt | G  | V | N | P | GF | GS | DR |
|  | ---- | ------- | -- | -- | - | - | - | -- | -- | -- |
|  | 1.   | ???     | ?? | 12 | . | . | . | .  | .  | .  |
|  | 2.   | ???     | ?? | 12 | . | . | . | .  | .  | .  |
|  | 3.   | ???     | ?? | 12 | . | . | . | .  | .  | .  |
|  | 4.   | ???     | ?? | 12 | . | . | . | .  | .  | .  |
|  | 5.   | ???     | ?? | 12 | . | . | . | .  | .  | .  |
|  | 6.   | ???     | ?? | 12 | . | . | . | .  | .  | .  |
|  | 7.   | ???     | ?? | 12 | . | . | . | .  | .  | .  |

Legenda:

      Ammesso alle finali regionali.
Note:

Due punti a vittoria, uno a pareggio, zero a sconfitta.
Pari merito in caso di pari punti.

## Girone C

### Squadre partecipanti
| Squadra                            | Città (provincia)    | Stagione 1941-1942 |
| ---------------------------------- | -------------------- | ------------------ |
| Amatori Calcio                     | Venezia              |                    |
| A.S. Conegliano                    | Conegliano (TV)      |                    |
| S.A.S. G.U.F. Belluno              | Belluno              |                    |
| A.S. Montebelluna                  | Montebelluna (TV)    |                    |
| A.C. Treviso (B = riserve)         | Treviso              |                    |
| A.S. Vittorio Veneto (B = riserve) | Vittorio Veneto (TV) |                    |

### Classifica finale
|  | Pos. | Squadra             | Pt | G  | V | N | P | GF | GS | DR |
|  | ---- | ------------------- | -- | -- | - | - | - | -- | -- | -- |
|  | 1.   | G.U.F. Belluno      | 14 | 10 | . | . | . | .  | .  | .  |
|  | 2.   | Treviso (B)         | 12 | 10 | . | . | . | .  | .  | .  |
|  | 2.   | Vittorio Veneto (B) | 12 | 10 | . | . | . | .  | .  | .  |
|  | .    | Amatori Calcio      | ?? | 10 | . | . | . | .  | .  | .  |
|  | .    | Conegliano          | ?? | 10 | . | . | . | .  | .  | .  |
|  | .    | Montebelluna        | ?? | 10 | . | . | . | .  | .  | .  |

Legenda:

      Ammesso alle finali regionali.
Note:

Due punti a vittoria, uno a pareggio, zero a sconfitta.
Pari merito in caso di pari punti.
Nota bene: la partita Montebelluna-Conegliano è stata erroneamente considerata 3-4 da alcuni libri. La gara è stata mandata a ripetere (3-1 per il Montebelluna) dal Direttorio di Zona avendo ritenuto fondato il reclamo del Montebelluna.

## Girone D
Il girone era previsto a 9 squadre avendo il Direttorio di Zona lasciato aperte le iscrizioni fino all'ultimo momento, senza ottenere il risultato voluto.
Il G.S. Marina di Mirano si ritira a calendario già compilato e 1ª gara già disputata.

### Squadre partecipanti
| Squadra                             | Città (provincia)         | Stagione 1941-1942 |
| ----------------------------------- | ------------------------- | ------------------ |
| A.S. Lido                           | Lido di Venezia           |                    |
| G.S. Marina                         | Mirano (VE)               |                    |
| A.F.C. Mestre (B = riserve)         | Venezia-Mestre            |                    |
| Sez. Calcio O.N.D. Motta di Livenza | Motta di Livenza (TV)     |                    |
| A.C. San Donà                       | San Donà di Piave (VE)    |                    |
| Sez. Calcio Dop. Comunale           | San Stino di Livenza (VE) |                    |
| A.F.C. Venezia (C = allievi)        | Venezia                   |                    |

### Classifica finale
|  | Pos. | Squadra          | Pt       | G  | V | N | P | GF | GS | DR |
|  | ---- | ---------------- | -------- | -- | - | - | - | -- | -- | -- |
|  | 1.   | Sandonà 1922     | ??       | 10 | . | . | . | .  | .  | .  |
|  | 2.   | Venezia (C)      | ??       | 10 | . | . | . | .  | .  | .  |
|  | .    | Lido             | ??       | 10 | . | . | . | .  | .  | .  |
|  | .    | Mestre (B)       | ??       | 10 | . | . | . | .  | .  | .  |
|  | .    | Motta di Livenza | ??       | 10 | . | . | . | .  | .  | .  |
|  | .    | D.C. San Stino   | ??       | 10 | . | . | . | .  | .  | .  |
|  | --   | Marina           | Ritirato |    |   |   |   |    |    |    |

Legenda:

      Ammesso alle finali regionali.
Note:

Due punti a vittoria, uno a pareggio, zero a sconfitta.
Pari merito in caso di pari punti.
Nota bene: la partita Montebelluna-Conegliano è stata erroneamente considerata 3-4 per il Conegliano solo da alcuni libri. La gara è stata mandata a ripetere (3-1 per il Montebelluna) dal Direttorio di Zona avendo ritenuto fondato il reclamo del Montebelluna.

## Finali regionali

### Finali per la promozione in Serie C

#### Classifica finale
|  | Pos. | Squadra        | Pt | G | V | N | P | GF | GS | DR |
|  | ---- | -------------- | -- | - | - | - | - | -- | -- | -- |
|  | 1.   | G.U.F. Belluno | 6  | 4 | 3 | 0 | 1 | 11 | 7  | +4 |
|  | 2.   | Sambonifacese  | ?? | 4 |   |   |   |    |    |    |
|  | 3.   | Bassanello     | ?? | 4 |   |   |   |    |    |    |

Legenda:

      Promosso in Serie C.
Note:

Due punti a vittoria, uno a pareggio, zero a sconfitta.
Pari merito in caso di pari punti.

### Finali per il titolo riserve

#### Classifica finale
|  | Pos. | Squadra                      | Pt | G | V | N | P | GF | GS | DR  |
|  | ---- | ---------------------------- | -- | - | - | - | - | -- | -- | --- |
|  | 1.   | Verona (B)                   | 6  | 4 | 3 | 0 | 1 | 21 | 4  | +17 |
|  | 2.   | Venezia (C)                  | 4  | 4 | 2 | 0 | 2 | 5  | 14 | -9  |
|  | 3.   | A.F.C. Vicenza (C = allievi) | 2  | 4 | 1 | 0 | 3 | 3  | 11 | -8  |

Legenda:

      Campione veneto delle Riserve.
Note:

Due punti a vittoria, uno a pareggio, zero a sconfitta.
Pari merito in caso di pari punti.

#### Calendario
- 28 febbraio 1943: Vicenza B - Verona B 2-1.
- 7 marzo 1943: Venezia C - Vicenza B 1-0.
- 14 marzo 1943: Verona B - Venezia C 10-0.
- 21 marzo 1943: Verona B - Vicenza B 7-0.
- 28 marzo 1943: Vicenza B - Venezia C 1-2.
- 4 aprile 1943: Venezia C - Verona B 2-3.

## Verdetti finali
- Bassanello, G.U.F. Belluno, Sambonifacese e San Donà sono ammesse alle finali regionali.
- G.U.F. Belluno e Sambonifacese sono promosse in Serie C.
- Venezia C , Verona B e Vicenza C sono ammesse alle finali regionali riserve.
- Il Verona B è campione veneto delle Riserve.
- Sia il Treviso B che il Vittorio Veneto B rinunciarono a disputare allo spareggio per l'accesso alle finali regionali riserve.